# 以色列人口
据以色列中央统计局的资料显示，在以色列第63个建国日（2011年5月14日）之前，总人口达到7,746,000。而在建国初期，这一数字仅为806,000。
目前，犹太人约占75.3%（5,837,000)，阿拉伯人占20.5%（1,587,000)，其他族裔约为4.2%（322,000，主要是前苏联的俄罗斯移民)。2010年，全国新生婴儿178,000，死亡人数43,000，此外有24,000名新移民成为以色列公民。在1948年建国之初，仅有特拉维夫—雅法一地居民超过十万，而时至今日，全国共有14个城市人口超过十万，其中六个超过了二十万，分别是：耶路撒冷、特拉维夫—雅法、海法、里雄莱锡安、阿什杜德、佩塔提克瓦。
截至2023年3月，以色列国人口约为973万。约73.5%是犹太人。

## 人口数据[4]
各民族人口组成
- 犹太人[5]：阿什肯纳兹犹太人47.5%、塞法迪犹太人50.2%、埃塞俄比亚犹太人2.2%
- 阿拉伯裔以色列人：穆斯林82%、基督徒9%、德鲁兹人9%

年龄结构
- 0-14岁： 27.6%
- 15-64 岁： 62.2%
- 65 岁及以上： 10.1%

年龄中位数
- 男性： 28.7岁
- 女性： 30.1岁
- 总人口： 29.4岁

增长率： 1.584%
出生率：19.24/1,000人
死亡率： 5.47/1,000人
净迁移率： 2.08/1,000人
性别比例
- 出生： 1.05 男性／女性
- 15 岁以下： 1.05 男性／女性
- 15-64 岁： 1.03 男性／女性
- 65 岁及以上： 0.78 男性／女性
- 总人口： 1 男性／女性

婴儿死亡率
- 男婴： 4.3/1,000
- 女婴： 3.94/1,000
- 总死亡率： 4.12/1,000

预期寿命：
- 男性： 78.79 岁
- 女性： 83.24 岁
- 总人口： 81 岁

生育率： 2.7个子女／妇女
医疗卫生总支出：
- GDP的9.5%

每千人口医生数和病床数：
- 3.63个医生/1,000人
- 5.83张病床/1,000人

HIV/ADIS成人感染率:0.2%
HIV/ADIS病人：7,500
HIV/ADIS死亡病例：>100
成人识字率：
- 男性：98.5%
- 女性：95.9%
- 总人口：97.1%

## 資料來源
1. ↑  . Israel Central Bureau of Statistics. 2016  [4 September 2016].
2. ↑   (PDF).   [2011-11-25]. （原始内容存档 (PDF)于2011-12-03）.
3. ↑  . www.cbs.gov.il.   [2023-07-19]. （原始内容存档于2023-10-28） （美国英语）.
4. ↑  .   [2011-11-25]. （原始内容存档于2018-12-25）.
5. ↑  .   [2014-12-06]. （原始内容存档于2018-12-24）.